# Terror Cósmico
Terror Cósmico es una banda de metal doom/stoner instrumental de la Ciudad de México. Está integrada por el guitarrista Javier Alejandre y el baterista Nicolás Silveira. Lanzaron su primer EP en 2012, de manera independiente, y su primer LP, Muerte y Transfiguración en 2013. La estética de su música y arte gráfico está inspirada en la literatura de H. P. Lovecraft y otros escritores de horror cósmico. Han grabado con Concreto Records y LSDR Records, así como realizado giras por España y otros países de Europa.
Terror Cósmico pertenece al colectivo musical Los Grises.

## Discografía

### Álbumes de estudio
- 2013: "Muerte y Transfiguración"
- 2015: "Devorador de Sueños"
- 2018: "III"

### EPs
- 2012: "EP 1"

### Recopilaciones
- 2015: "Cámara de Humo" split (con Vinum Sabbathi, El Ahorcado y Weedsnake)

### Sencillos
- "El Enfrentamiento de las Bestias" (2019)[5]